# Thilo Heinzmann
Thilo Heinzmann (* 1969 in Kapstadt, Südafrika) ist ein deutscher Künstler. Nach einer Gastprofessur für Malerei an der Hochschule für Bildende Künste Hamburg wurde er zum Professor für Malerei an der Universität der Künste in Berlin ernannt.

## Leben
Von 1992 bis 1997 studierte Heinzmann an der Städelschule in Frankfurt am Main, Deutschland, bei Thomas Bayrle. Von 1993 bis 1995 war er Assistent im Atelier von Martin Kippenberger in Sankt Georgen im Schwarzwald. Zwischen 1997 und 2000 war er Mitbegründer verschiedener unabhängiger Ausstellungsräume in Berlin, wie z. B. „Andersens Wohnung“, „Montparnasse“, „Wandel und Pazifik“.

## Werk
Sein Werk befindet sich in der Tate Modern in London und in der Bundeskunstsammlung. Der isländische Komponist Jóhann Jóhannsson schrieb ein Streichquartett auf der Grundlage der „12 Gespräche mit Thilo Heinzmann“, die über einen Zeitraum von vier Jahren geführt wurden.